# Педро де Киньонес
Педро де Киньонес (исп. Pedro de Quiñones; 1408—1455) — испанский дворянин, сеньор де Луна (1444/1445 — 1455), старший мерино Астурии.

## Биография
Родился в 1408 году в Леоне. Старший сын Диего Фернандеса де Киньонеса (1370—1444/1445), сеньора де Луна, «имеющего счастье» и Марии де Толедо и Айяла (ок. 1369 — ок. 1441). Вместе с отцом и младшим братом Суэро он активно участвовал в бурной политической и военной жизни Кастилии своего времени.
Он получил образование в доме констебля Кастилии во времена Хуана II, Альваро де Луна. В 1431 году он участвовал в качестве «постоянного члена Дома Короля» в битве при Игеруэле (1431) и входил в состав окружения, окружившего арагонских инфантов в Альбуркерке.
Он женился в 1432 году на Беатрис де Акунья, дочери Мартина Васкеса де Акунья, 1-го графа Валенсия-де-Дон-Хуан, и Марии де Португал. У них было семеро детей, Диего Фернандес де Киньонес, который стал 1-м графом Луна, Суэро, Фернандо, Мария, Констанса, Леонор и Менсия.
Его личные связи с фракцией Альваро де Луны не мешали его позиции склоняться либо к делу Хуана II, либо к делу инфантов Арагона, в зависимости от того, были ли его интересы представлены на той или иной стороне. В этом контексте Киньонесы были частью группы давления, которая вынудила короля ограничить власть своего фаворита, а также сумела, благодаря соглашениям и интригам, подтвердить наследственный характер должности старшего мерино Астурии, которой владел его отец. По соглашению в Кастронуньо от 1439 года они получили от короля разрешение для пожилого Диего Фернандеса Киньонеса основать четырёх майората, по одному для каждого из его сыновей. В 1441 году Педро назначается членом Королевского совета старшим майордомом инфанта Энрике, помимо получения различных энкомьенд, укрепивших политическое положение семьи в бывшем Астур-Леонском королевстве. Эта привилегированная ситуация не продлится долго, и в ближайшие годы семья будет отстранена от должности главного мерино, которая оказалась в значительной степени интегрированной во власть принцев Кастилии и Леона.
В 1445 году его отец умер, и произошла битва при Ольмедо, в которой его фракция потерпела поражение, Педро де Киньонес был ранен, попал в плен и потерял должность старшего мерино Астурии. Однако его союз с группой во главе с принцем Энрике год спустя, теперь стоящей перед Альваро де Луна, позволил ему вернуть поместья своего отца и пост старшего мерино княжества.
В 1448 году он отправился с принцем Энрике на встречу в Сафраге, вызванное королем Хуаном II, где он был арестован вместе со всеми, кто был на его стороне. Он прошел через тюрьмы Роа, Алькасар Сеговии и, наконец, тюрьму Толедо, что стало самым тяжелым ударом для рода Киньонес за всю его историю. Он освобожден в 1450 году благодаря заговору, придуманному принцем Энрике. В 1451 году он заключает соглашение с Хуаном II и отказывается от своей воинственности на стороне олигархов.
Он умер в январе 1455 года в своем дворцовом дворце Палат-дель-Рей в Леоне.